# Such Pretty Forks in the Road
Albums de Alanis Morissette
Havoc and Bright Lights
(2012) The Storm Before the Calm
(2022)
Singles
1. Reasons I Drink
Sortie : 2 décembre 2019
2. Smiling
Sortie : 21 février 2020
3. Diagnosis
Sortie : 24 avril 2020
4. Reckoning
Sortie : 9 juillet 2020

Such Pretty Forks in the Road est le neuvième album studio de la chanteuse de rock canadienne Alanis Morissette, sorti le 31 juillet 2020.

## Historique
C'est le premier album studio de Morissette en huit ans, après Havoc and Bright Lights paru en 2012. L'album a été précédé des singles Reasons I Drink et Smiling, ce dernier étant une nouvelle chanson écrite pour la comédie musicale Jagged Little Pill.

## Liste des titres
| 1.    | Smiling             | Alanis Morissette, Michael Farrell | 4:17 |
| 2.    | Ablaze              | Morissette, Farrell                | 3:57 |
| 3.    | Reasons I Drink     | Morissette, Farrell                | 3:36 |
| 4.    | Diagnosis           | Morissette, Farrell                | 4:49 |
| 5.    | Missing the Miracle | Morissette, Farrell                | 3:33 |
| 6.    | Losing the Plot     | Morissette, Farrell                | 3:57 |
| 7.    | Reckoning           | Morissette, Farrell                | 3:30 |
| 8.    | Sandbox Love        | Morissette, Farrell                | 4:12 |
| 9.    | Her                 | Morissette, Farrell                | 4:10 |
| 10.   | Nemesis             | Morissette, Farrell                | 5:56 |
| 11.   | Pedestal            | Morissette, Farrell                | 4:08 |
| 46:03 |                     |                                    |      |